# Cristi Borcea
Cristi Borcea (n. 17 ianuarie 1970, București, România) este un om de afaceri român, fost acționar și președinte executiv al clubului Dinamo București (1995-2012).
Borcea și-a făcut averea în afacerile cu gaz lichefiat, prin firma Petrom LPG.
A fost căsătorit cu Mihaela Borcea cu care are trei copii, doi băieți (Patrick și Mihai Angelo) și o fată (Antonia Melissa).
Pe 4 martie 2014, Cristi Borcea a fost condamnat la șase ani și patru luni de închisoare cu executare în Dosarul Transferurilor, acesta fiind eliberat condiționat în iulie 2018 după ce executase 4 ani și patru luni din pedeaspă. În  februarie 2019 a fost încarcerat după ce a fost condamnat la 5 ani de închisoare cu executare în dosarul retrocedărilor ilegale de terenuri din Constanța, eliberarea condiționată producându-se în noiembrie 2019.